# COSFAP
COSFAP Football Club Antananarivo w skrócie COSFAP – madagaskarski klub piłkarski z siedzibą w Antananarywie, występujący niegdyś w pierwszej lidze madagaskarskiej.

## Sukcesy
- I liga[1]:
  - mistrzostwo (1):  1988.

- Puchar Madagaskaru[2]:
  - zwycięstwo (1):  1992.

## Występy w afrykańskich pucharach
| Sezon | Rozgrywki                 | Runda   | Kraj    | Klub                    | Dom | Wyjazd | Dwumecz |
| ----- | ------------------------- | ------- | ------- | ----------------------- | --- | ------ | ------- |
| 1989  | Puchar Mistrzów           | wstępna | Seszele | St Louis Suns United FC | 0–0 | 0–1    | 0–1     |
| 1993  | Puchar Zdobywców Pucharów | 1       |         | Jomo Cosmos FC          | 0–2 | 0–3    | 0–5     |

## Stadion
Domowe mecze klub rozgrywa na stadionie o nazwie Stade Municipal de Mahamasina w Antananarywie, który może pomieścić 40880 widzów.